# كارل أدولف أغارد
كارل أدولف أغارد (بالسويدية: Carl Adolph Agardh)‏ (13 يناير 1785م - 28 يناير 1859م) هو عالم نبات سويدي متخصص في الطحالب، وعُين في آخر حياته أسقفًا لمدينة كارلستاد.

## حياته
في عام 1807م تعين مدرسًا للرياضيات في جامعة لوند، وفي عام 1812م عُين أستاذًا لعلم النبات والعلوم الطبيعية،  وانتُخب عضوًا بالأكاديمية السويدية للعلوم عام 1817م، وفي الأكاديمية السويدية عام 1831م.
وُسم كاهنًا عام 1816م، وتلقى أبرشيتين بصفتهما وقف كنسي، وكان مُمثلًا في الغرفة الدينية بالبرلمان السويدي في مناسبات عديدة منذ 1817م. تولى رئاسة جامعة لوند في الفترة 1819م - 1820م وعُين أسقفًا لكارلستاد عام 1835م، حيث بقى حتى وفاته.